# Cadmée (Thèbes)
Pour les articles homonymes, voir Cadmée.
La Cadmée (en grec ancien Καδμεία / Kadmeia) est la citadelle de la cité de Thèbes située au sommet de son acropole.

## Histoire
Le fondateur légendaire de Thèbes est Cadmos, fils d'Agénor (roi de Tyr en Phénicie), parti en vain à la recherche de sa sœur Europe enlevée par Zeus qui prit la forme d'un taureau. C'est en son honneur que fut baptisée l'acropole de la cité. 
Dans les temps anciens, la Cadmée était fortifiée. Les habitants s'y réfugiaient en cas de siège de la cité.
C'est au sommet de la Cadmée que se réunissaient les magistrats de la Ligue béotienne à l'époque classique. En 382 av. J.-C., le Spartiate Phébidas, dans le cadre des opérations en Chalcidique, se détourne de sa route et prend d'assaut la Cadmée, avec la complicité de Léontiadès (en), chef de la faction laconophile de Thèbes. Sparte installe une garnison dans la cité, dont le gouvernement est assumé par une oligarchie composée de Léontiadès et de ses amis.
Le Bataillon sacré, corps d'élite de l'armée thébaine composé de 150 couples d'amants et créé en 371 av. J.-C. par Épaminondas ou Gorgidas, campait sur la Cadmée. Après la bataille de Chéronée en -338 perdue face à Philippe II, cette citadelle est occupée par une garnison macédonienne.